# Běleč (Švihovská vrchovina)
Běleč (někdy také Bělč) je sopečný vrchol nacházející se asi 3 km západně od Švihova. Vrchol patří do Korábské vrchoviny a je osmým nejvyšším zástupcem Švihovské vrchoviny. Dosahuje nadmořské výšky 711 m n. m. Dne 12. dubna 1955 na něm byla vyhlášena stejnojmenná přírodní rezervace. Běleč spolu s vrcholy Bělýšov a Velká Doubrava tvoří tzv. Branžovský hvozd, který představuje jeden ze zbytků přirozených lesních společenstev. Další dominantní lokalitou je nedaleký sopečný vrch Tuhošť, kde se před 3 000 lety nacházelo pravěké hradiště, jehož ruiny přežily až do současnosti. Hrabě Eugen Černín vyslovil hypotézu, že v těchto místech mohl existovat Wogastisburg, kde slovanské kmeny vedené Sámem porazily francká vojska roku 631/632, tato hypotéza však byla vyvrácena.[zdroj⁠?!]

## Předválečné opevnění
Před druhou světovou válkou budoval československý stát rozsáhlý systém opevnění před pravděpodobnou agresí ze západu. Na Plzeňsku byla budována tzv. Plzeňská čára, která vytvářela půloblouk ve vzdálenosti 30–50 km okolo města Plzně táhnoucí se od Manětína až na Švihovsko. V roce 1936 byl připraven projekt soustavy lehkých objektů vzor 36 pro obranu Plzně proti postupu od Domažlic či Klatov. Projekt označený VIII. b Staňkov-jih se táhl od vesnice Poděvousy okolo Újezdce a Křenice, procházel přes Ježovy a končil za Červeným Poříčím. Za okupace byly tyto bunkry vyhozeny do vzduchu. Rok 1937 přinesl inovovaný vzor 37, známý jako řopík. Tato výstavba se také dostala na Běleč. Nový úsek tvořený 21 bunkry byl označený E-25 Merklín. Jeho levé křídlo se táhlo v dvojité linii od Ježov po úpatí Bělče, konkrétně šlo o pevnosti s čísly 14–16 a 19–21. Na jižním svahu Bělče probíhala v téže době výstavba dalšího úseku řopíků pod označením E-26 Klatovy. V roce 1938 opevňování Bělče pokračovalo a to především spojením dosud vybudovaných linií. Pás řopíků označovaný Úsek 175 – Ježovy se táhl od vrcholu Bělče po západních a severních svazích směrem k Ježovům, aby se napojil na úsek E-25, který měl ve směru na Újezdec dále posílit. Nedaleko pod vrcholem se nachází vyhlídka, kde je možné pohlédnout k jihozápadu až západu. Tato vyhlídka se nachází na místě zlikvidovaného objektu 175/2/A-140.